# Dolors Bofarull i Rull
Dolors Bofarull i Rull (l'Argilaga, Tarragonès, 6 d'octubre de 1902 – Nulles, 16 de maig de 2005) va ser una poeta catalana.

## Biografia

### Infantesa

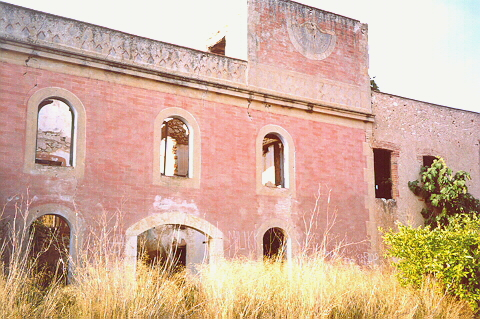
Mas de l'Argilaga, on va néixer Dolors Bofarull

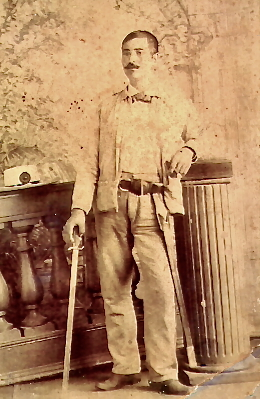
Pau Bofarull Martí, pare de Dolors Bofarull

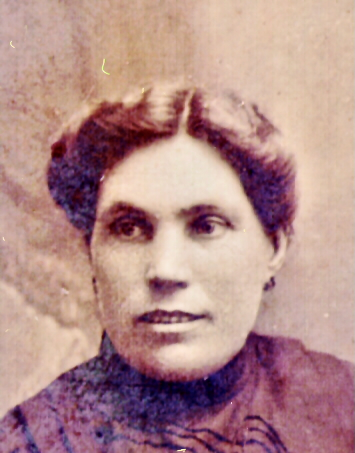
Dolors Rull Armengol, mare de Dolors Bofarull

Dolors Bofarull va néixer al Mas de Domingo el 6 d'octubre de 1902 i fou batejada a l'església de Sant Roc de l'Argilaga. El seu pare, Pau Bofarull Martí, va morir d'apendicitis quan Dolors tenia només quatre mesos. La seva mare, Dolors Rull Armengol, va néixer a Renau i va haver de lluitar per tirar endavant i treballar com a minyona a Casafort. Tot i les dificultats, Dolors va poder anar a l'escola i ja sabia llegir gràcies a la seva mare, que li ensenyava dibuixant les lletres a la cendra. Més tard, la mare va aprendre a fer de llevadora a Valls, millorant la seva situació fins a poder llogar una casa a Nulles, on una veïna cuidava la Dolors mentre ella treballava. A onze anys, Dolors va haver de deixar l'escola i posar-se a treballar guardant mainada. Durant la seva infantesa, Dolors va viure entre Nulles, Casafort i la Canonja, amb la seva padrina. Encara no havia manifestat la seva vocació poètica.

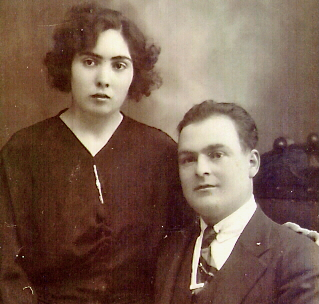
Dolors Bofarull i Josep Ferré Tuà el 30 de desembre de 1922, dia del casament

Quan tenia poc més de quinze anys, la seva mare es va tornar a casar, i el padrastre va intentar que es casés amb un fill seu, però ella no ho va acceptar. La joventut de Dolors va ser dura, marcada pel treball a la vinya dels seus oncles, la costura i l’atenció d’una petita botiga de queviures de la seva tieta. Amb només vint anys, es va casar amb Josep Ferré Tuà el 30 de desembre de 1922, amb qui tingué dos fills i una llarga i feliç vida matrimonial. Mentrestant, el seu padrastre es va arruïnar i la família es va dispersar: ell va marxar a Barcelona amb els seus fills, mentre la Dolors es quedava amb en Pep i la seva mare, que s'havia quedat sense cap estalvi.

### Comença a escriure
Gràcies a Ràdio Tarragona, que el 8 d’octubre de 1933 va iniciar les seves emissions amb música i poesia, Dolors Bofarull va començar a escriure poesia. L'any següent es va assabentar que organitzaven un certamen poètic a Vilanova i la Geltrú i hi va enviar un poema que va guanyar el primer premi. Un altre fet decisiu va ser quan, en una diada de Sant Jordi a Tarragona, va adquirir el llibre Las mil mejores poesías en Lengua Española, el primer volum de poemes que passaria a nodrir la seva biblioteca.
Després de la Guerra Civil, va ser denunciada a les noves autoritats i fou detinguda. Va passar quaranta-un dies entre reixes, fet que la va acostar encara més al seu admirat poeta Mn. Jacint Verdaguer, igualment víctima de la injustícia i amb qui compartia l'amor a la poesia, a la Pàtria i a la natura. Al cap de poc temps, va obrir i regentar una botiga a la Muralla coneguda com La Moderna. També va escriure per la ràdio i la premsa i va rebre diversos reconeixements. Josep Maria Tarrasa, mentre va ser director de Ràdio Tarragona, va recitar cada diumenge una poesia de Dolors Bofarull. Lluís Figuerola va fer un recital a Valls només amb les seves poesies. Maria Cabré va recitar la seva poesia en un homenatge fet a Reus. Va escriure una sarsuela, L'alcalde de Peralta, a la qual Albert Sanahuja va posar música, però no s'arribà a estrenar.

### Reconeixements
El 9 de novembre de 1986 va rebre un homenatge del seu poble, Nulles, en el transcurs del qual es va presentar
un nou llibre de poesies que portava per títol Quan el cor canta. Es tracta d'un recull de poemes amb il·lustracions a l'interior d'Òscar Rodon. El 1987 va ser una de les fundadores del Col·lectiu Indret, anomenats «poetes de la terra i de la llar d’arreu de les comarques de Tarragona».
No va seguir un estil determinat, però l'entusiasmaven els poetes com Verdaguer, Maragall, Sagarra, Gassol, Guimerà i Muntanyola, entre molts altres. També admirava la prosa de Santiago Rusiñol, així com Amadeu Vives, García Lorca i Rafael de León.
Els seus poemes han estat recitats per grans rapsodes com Alejandro Ulloa, Enric Guitart, Lluís Figuerola o Manuel Gené. Alguns dels seus poemes han estat cantats per artistes de tanta fama com Gaietà Renom, Ramon Calduch, Elia Fleta o Àngels Navés. Diversos compositors han trobat la inspiració en les seves lletres, com els mestres Sebastià Rué, Acebedo, Mercader, Sanahuja, Valls, Andreu, París, Ferré, Albina. Josep Maria Damunt i Ferré va compondre la sardana Adéu Manelic sobre un text de Bofarull. La sardana es va fer popular després de ser enregistrada amb la veu de Gaietà Renom.
L'obra poètica de Dolors Bofarull també ha aparegut en publicacions periòdiques, com els diaris Diari de Valls, Diari de Tarragona, El Correo Catalán i Diario Español o les revistes El Mèdol, Colabore con nosotros, Pelacanyes, Crònica, Joventut o L'estímul. La revista Unió de la Unió Agrària Cooperativa de Reus feia cada any un certamen de poesia en la qual Bofarull va ser guardonada en cinc ocasions.

## Obres publicades
Dolors Bofarull ha escrit més de 1.200 poesies, que s'han publicat en revistes, diaris i en aquests tres llibres:
- Esplet (1973)
- Quan el cor canta (1986)
- 100 anys de camí (2002)

## Família
El seu net és el director d'orquestra Josep Ferré.